# Christian Marth (Mediziner)
Christian Marth (* 1959 in Meran) ist ein Gynäkologe, Universitätsprofessor für Gynäkologie und Geburtshilfe an der Medizinischen Universität Innsbruck und Vorstand der Universitätsklinik für Gynäkologie und Geburtshilfe in Innsbruck.

## Leben
Christian Marth wuchs in Lana auf und studierte in Graz und Innsbruck Medizin. Er begann seine Laufbahn 1981 bis 1985 mit der Tätigkeit eines Wissenschaftlichen Mitarbeiters an der Universitätsklinik für Frauenheilkunde Innsbruck im Labor für Fortpflanzungsfragen und promovierte 1985. Seine Facharztausbildung absolvierte er 1985 bis 1991 als Universitätsassistent ebenfalls an der Universitätsklinik Innsbruck. 1991 absolvierte Marth nicht nur die Facharztprüfung, es war auch das Jahr seiner Habilitation mit dem Thema: Beeinflussung von Ovarialkarzinomzellen durch biologische Modulatoren der Zellantwort. Von 1995 bis 1996 war er stellvertretender Oberarzt der Universitätsklinik für Frauenheilkunde Innsbruck, 1996–1998 Oberarzt an der Abteilung für Gynäkologische Onkologie im Det Norske Radiumhospital in Oslo bei C. Tropé. Seit 1998 ist er Vorstand der Universitätsklinik für Frauenheilkunde Innsbruck.
Weitere Auslandsaufenthalte führten ihn an das Memorial Sloan Kettering Cancer Center New York, und die University of California, Los Angeles, das National Institute of Health in Bethesda und an die Universitäten in Houston, Berkeley, Monza und Brüssel.
Marth ist Mitglied in zahlreichen nationalen und internationalen Fachgesellschaften.

## Publikationen
Marth hat über 300 wissenschaftliche Arbeiten in Peer-Review-Journals und Buchbeiträge publiziert.
- mit Johanna Tiechl: Sexualität nach der Therapie gynäkologischer Malignome. In: Edgar Petru, Walter Jonat, Daniel Fink, Ossi R. Köchli: Praxisbuch Gynäkologische Onkologie. Springer-Verlag 2014, ISBN 3662434695
- mit J. Bargehr, M. Edlinger, M. Hubalek, R. Reitsamer: Axillary Lymph Node Status in Early-Stage Breast Cancer Patients with Sentinel Node Micrometastases (0.2-2 mm). Breast Care 8 (2013), S. 187–191, doi:10.1159/000352090, PMID 24415968
- mit S. Stadlmann, H. Feichtinger, G. Mikuz, A.G. Zeimet, M. Herold, C. Knabbe, F.A. Offner: Interactions of Human Peritoneal Mesothelial Cells With Serous Ovarian Cancer Cell Spheroids-Evidence for a Mechanical and Paracrine Barrier Function of the Peritoneal Mesothelium. Int Journal Gyn Cancer 24 (2014), S. 192–200, doi:10.1097/IGC.0000000000000036, PMID 24407573
- mit M. Peer, W. Fellner, B.E. Seeber, A.G. Zeimet: Endometroid carcinoma developing in endometriosis over the symphysis pubis. Gynecol Oncol Case Rep. 6 (2013), S. 45–46, doi:10.1016/j.gynor.2013.08.001, PMID 24371719
- mit M. Hubalek, C. Brantner: Role of pertuzumab in the treatment of HER2-positive breast cancer. Breast Cancer 4 (2012), S. 65–73, doi:10.2147/BCTT.S23560, PMID 24367194
- mit I.B. Vergote, A. Jimeno, F. Joly, D. Katsaros, C. Coens, E. Despierre, M. Hall, C.B. Steer, N. Colombo, A. Lesoin, A. Casado, A. Reinthaller, J. Green, M. Buck, I. Ray-Coquard, A. Ferrero, L. Favier, N.S. Reed, H. Curé, E. Pujade-Lauraine: Randomized Phase III Study of Erlotinib Versus Observation in Patients With No Evidence of Disease Progression After First-Line Platin-Based Chemotherapy for Ovarian Carcinoma: A European Organisation for Research and Treatment of Cancer-Gynaecological Cancer Group, and Gynecologic Cancer Intergroup Study. Journal of clinical oncology 32 (2014), S. 320–326, doi:10.1200/JCO.2013.50.5669, PMID 24366937

## Auszeichnungen
- 1990: Erster Preis der Österreichischen Gesellschaft für Senologie für die Veröffentlichung: Ch. Marth, J. Zech, G. Böck, I. Mayer, G. Daxenbichler: Effects of retinoids and interferon – on cultured breast cancer cells in comparison with tumor necrosis factor
- 1990: Preis der Gemeinde Lana, verliehen für das wissenschaftliche Gesamtwerk anlässlich des Jubiläums "1000 Jahre Lana".
- 1991: Hugo Husslein Preis der Österreichischen Gesellschaft für Gynäkologie und Geburtshilfe für die Veröffentlichung: C. Marth, E. Müller Holzner, E. Greiter, M.V. Cronauer, A.G. Zeimet. W. Doppler, B. Eibl, N.E. Hynes, G. Daxenbichler: Interferon reduces Expression of the Protooncogene cerbB-2 in Human Ovarian Carcinoma Cells
- 1992: Preis der Ärztekammern für Tirol und Vorarlberg für die Veröffentlichung: C. Marth, L.C. Fuith, G. Böck, G. Daxenbichler, O. Dapunt: Modulation of ovarian carcinoma tumor marker CA-125 by interferon
- 1993: Preis der Stiftung zur Förderung von Südtirolern im Ausland, verliehen für das wissenschaftliche Gesamtwerk.
- 1996: Preis der Österreichischen Gesellschaft für Senologie für die Veröffentlichung: Widschwendter M, Daxenbichler G, Culig Z, Michel S, Zeimet AG, Mörtl M, Widschwendter A, Marth C: Activity of retinoic acid receptor-g selectively binding retinoids alone and in combination with interferon-g in breast cancer cells
- 1996: Internationaler Forschungspreis für assistierte Reproduktion verliehen von der Österreichischen IVF Gesellschaft für die Veröffentlichung: H. Moncayo, A Penz Koza, C Marth, G Gastl, M Herold, R Moncayo: In vitrofertilisation and functional network of endocrine, immunological, inflammatory, and mitogenic signalling within the human ovarian follicle
- 1996: Preis der Stiftung der Hoechst Aktiengesellschaft für die Veröffentlichung: M. Widschwendter, G. Daxenbichler, O. Dapunt, C. Marth: Effects of retinoic acid and interferon – on expression of retinoic acid receptor and cellular retinoic acid binding protein in breast cancer cells
- 1998: Preis der Ärztekammern für Tirol und Vorarlberg 1997 für die Veröffentlichung: Widschwendter M, Berger J, Daxenbichler G, Müller-Holzner E, Widschwendter A, Mayr A, Marth C, Zeimet AG: Loss of retinoic acid receptor-b expression in breast cancer and morphologically normal adjacent tissue but not in the normal breast tissue distant from the cancer

## Mitgliedschaften
- Vorstandsmitglied der Österreichischen Gesellschaft für Gynäkologie und Geburtshilfe
- Deutsche Gesellschaft für Gynäkologie und Geburtshilfe
- Vorstands- und Gründungsmitglied der Arbeitsgemeinschaft Gynäkologische Onkologie im Rahmen der Österreichischen Gesellschaft für Gynäkologie und Geburtshilfe (Präsident 2001–2003)
- International Society for Interferon and Cytokine Research
- American Association for Cancer Research
- European Association for Cancer Research
- International Gynecologic Cancer Society
- European Organization for Research and Treatment of Cancer
- Society of Gynecologic Oncology
- Society of Pelvic Surgeons